# Bernardo Hernández
Bernardo Hernández Villaseñor (né en 1942 à Mexico au Mexique) est un ancien joueur international de football mexicain, qui évoluait au poste d'attaquant.
Manolete comme il était surnommé, a joué toute sa carrière pour le club mexicain du CF Atlante, et est connu pour avoir terminé meilleur buteur du championnat du Mexique lors de la saison 1967-68.